# José Antonio Sáinz de Vicuña
José Antonio Sáinz de Vicuña est un producteur de cinéma espagnol.

## Filmographie partielle
- 1965 : Murieta (Joaquín Murrieta) de George Sherman
- 1966 : Con el viento solano de Mario Camus
- 1974 : La Chasse sanglante (Open Season) de Peter Collinson
- 1984 : La biblia en pasta de Manuel Summers
- 1985 : Rustlers' Rhapsody de Hugh Wilson
- 1985 : La Chair et le Sang (Flesh+Blood) de Paul Verhoeven
- 1991 : L'Hiver à Lisbonne (El invierno en Lisboa) de José A. Zorrilla
- 1991 : Retrato de Família de Luís Galvão Teles
- 1992 : Macao, mépris et passion (Amor e Dedinhos de Pé) de Luís Filipe Rocha
- 2002 : El otro lado de la cama d'Emilio Martínez-Lázaro
- 2008 : 8 citas de Peris Romano et Rodrigo Sorogoyen